# RJ-12
RJ-12 (6P6C) (ang. Registered Jack – type 12) – sześciokrotny wtyk telefoniczny z sześcioma stykami przeznaczony do zastosowań specjalnych (np. aparat telefoniczny KX-T3250 > 2 linie + 1 wewnętrzna lub Digitrax). Wymiarami nie różni się od RJ-11 lub RJ-14, posiada za to dodatkowe skrajne dwa styki. Wtyk jest zbliżony wyglądem do RJ-25, ale sygnały noszą inną nazwę i mają inne znaczenie (RJ-12 > 6P6C > 3 linie telefoniczne). Oznaczenie RJ odnosi się do typu i rozmiaru wtyku, a następująca po tych literach liczba określa liczbę pinów i rodzaj sygnałów. Więcej informacji znajduje się na stronie opisu wtyku RJ-11 jako najczęściej spotykanego z tego typoszeregu.